# Salaudin Timirbułatow
Salaudin Chasmagamadowicz Timirbułatow, ros. Салаудин Хасмагамадович Тимирбулатов, ps. „Traktorzysta”, ros. „Тракторист” (ur. 22 sierpnia 1960 we wsi Borzoj, Czeczeńsko-Inguska ASRR) – czeczeński żołnierz i partyzant, znany z egzekucji czterech rosyjskich żołnierzy, przeprowadzonej podczas I wojny czeczeńskiej.

## Życiorys

### Dzieciństwo i młodość
Timirbułatow urodził się 22 sierpnia 1960 roku, we wsi Borzoj znajdującej się w Czeczeńsko-Inguskiej ASSR, będącej częścią ZSRR.
W 1979 roku, po służbie w Armii Radzieckiej, wrócił do rodzinnej wsi i pracował jako traktorzysta. Był lubiany pośród lokalnej społeczności. Jest żonaty i ma sześcioro dzieci.
W 1980 roku wstąpił do KPZR. Kilkukrotnie został lokalnym deputowanym. Kandydował do Rady Najwyższej Czeczeńsko-Inguskiej ASRR.

### Za rządów Dudajewa
Po przejęciu władzy w Czeczenii przez Dżochara Dudajewa w 1991 roku, Timirbułatow wstąpił do czeczeńskiej armii i tam otrzymał pseudonim „Traktorzysta”, ze względu na swoją przeszłość. Został dowódcą oddziału składającego się z kilkudziesięciu osób. 

### I wojna czeczeńska i egzekucje rosyjskich żołnierzy
Podczas I wojny czeczeńskiej, 11 lub 12 kwietnia 1996 roku, Timirbułatow i kilku członków jego oddziału przeprowadzili egzekucję czterech rosyjskich jeńców wojennych, niedaleko wsi Komsomolskoje (obecne Goj-Czu); całość została nagrana. Nagranie egzekucji posłużyło później jako dowód w sprawie sądowej przeciwko niemu.

### II wojna czeczeńska
Podczas II wojny czeczeńskiej „Traktorzysta” brał pośredni udział w porwaniu podpułkownika Aleksandra Żukowa. 31 stycznia 2000 roku jego oddział zaatakował pododdział dowodzony przez Żukowa. W marcu tego samego roku Żukow został wydostany z niewoli.

### Aresztowanie i proces
Timirbułatow został zatrzymany przez rosyjskie służby specjalne 19 marca 2000 roku. Przyznał się do wzięcia udziału w masakrze pod Komsomolskoje w 1996 roku.
Był sądzony w Kabardo-Bałkarii. 15 lutego 2001 roku za całokształt jego działalności został skazany na dożywotnie pozbawienie wolności. Karę odbywa w więzieniu w obwodzie orenburskim.